# MacArthur Arakaza
McArthur Arakaza (ur. 27 lipca 1992 w Makambie) – burundyjski piłkarz grający na pozycji bramkarza. Od 2022 gra w klubie Geita Gold FC.

## Kariera klubowa
Swoją karierę piłkarską Arakaza rozpoczął w klubie LLB Académic. W 2011 roku zadebiutował w jego barwach w burundyjskiej pierwszej lidze. W debiutanckim sezonie zdobył z nim Puchar Burundi. W latach 2012–2014 grał w nim w Flambeau de l’Est FC. W sezonie 2012/2013 wywalczył mistrzostwo, a w sezonie 2013/2014 - wicemistrzostwo Burundi. W 2014 przeszedł do Vital’O FC. W sezonie 2014/2015 sięgnął z nim po dublet - mistrzostwo i puchar kraju, a w sezonie 2015/2016 - po mistrzostwo. Wiosną 2016 występował w dżibiutyjskim FC Dikhil, a jesienią 2016 ponownie w Vital’O FC. Wiosną 2017 był piłkarzem ugandyjskiego Villa SC, z którym został wicemistrzem Ugandy. W latach 2017–2018 grał w kenijskim Kakamega Homeboyz FC, a w latach 2019-2022 w zambijskim Lusaka Dynamos. W sezonie 2020/2021 zdobył z nim Puchar Zambii. W 2022 przeszedł do tanzańskiego Geita Gold FC.

## Kariera reprezentacyjna
W reprezentacji Burundi Arakaza zadebiutował 28 listopada 2012 roku w wygranym 1:0 meczu CECAFA Cup 2012 z Etiopią, rozegranym w Kampali. W 2019 roku został powołany do kadry do na Puchar Narodów Afryki 2019. Był w nim rezerwowym i nie rozegrał żadnego meczu. Od 2012 do 2016 rozegrał w kadrze narodowej 26 meczów.